# دیگورا
شهر دیگورا (به روسی: Дигора) در کشور روسیه و در اوستیای شمالی-آلانیا واقع شده‌است.